# Wilhelm Plüschow

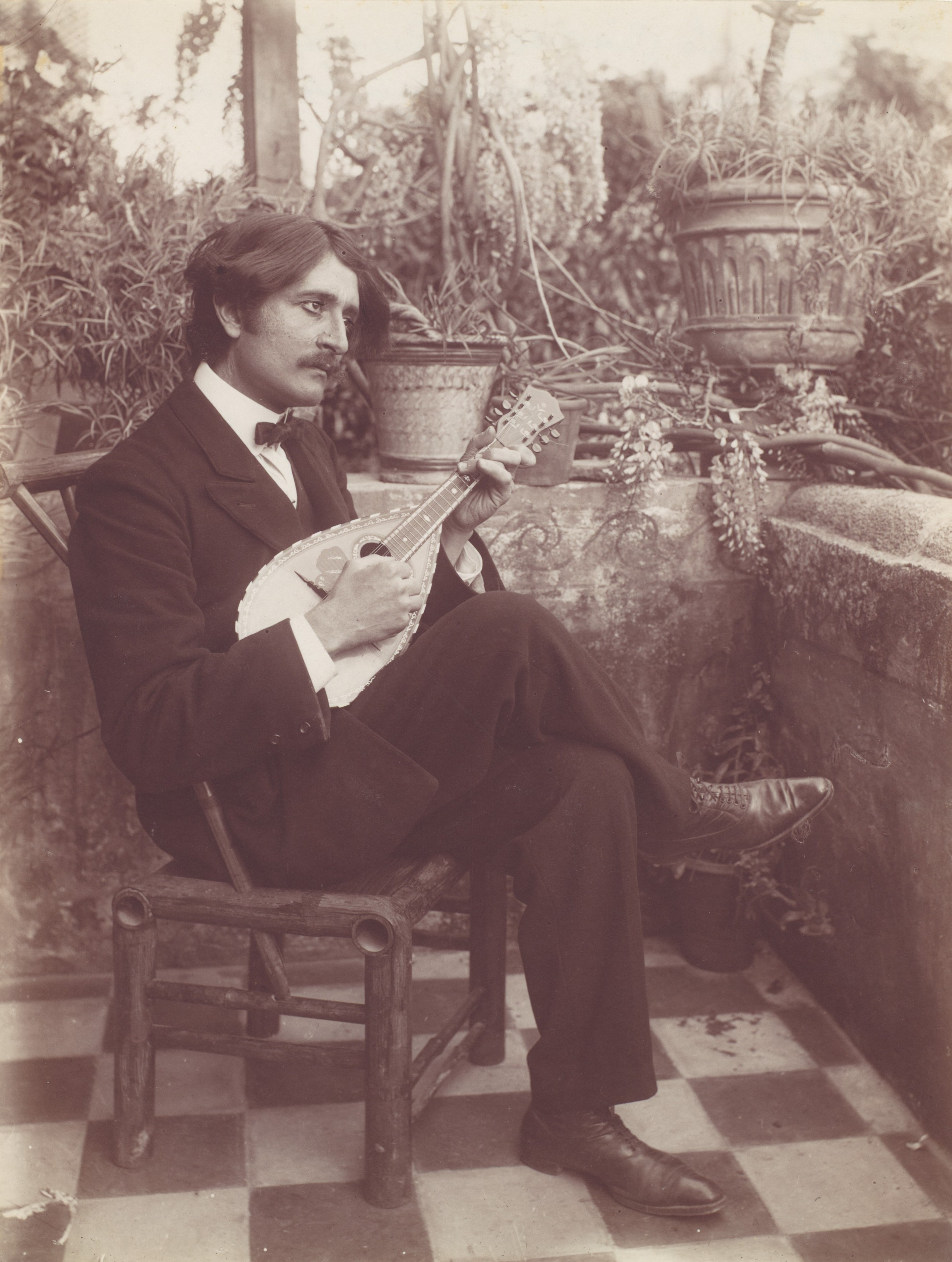
Wilhelm Plüschow, fotografiert von Wilhelm von Gloeden (ca. 1890).

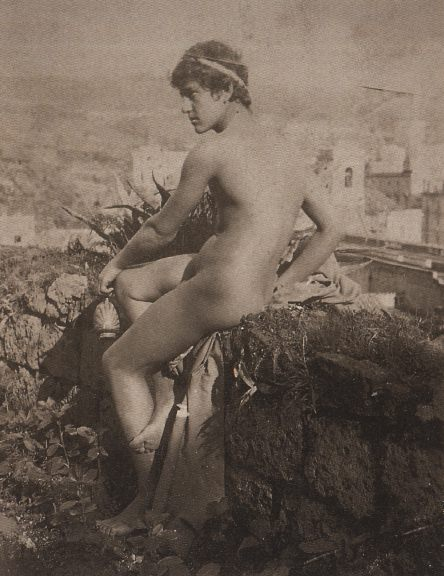
Wilhelm Plüschow - Vincenzo Galdi, Posillipo (Neapel), 1895

Wilhelm Plüschow (auch Guglielmo Plüschow oder irreführend von Plüschow; * 18. August 1852 in Wismar; † 3. Januar 1930 in Berlin) war ein deutscher Fotograf, der zeitweilig in Italien lebte und vor allem für seine Aktfotografien bekannt war. Seine Werke sind denen seines Cousins Wilhelm von Gloeden ähnlich und wurden oft diesem zugeschrieben.

## Leben
Plüschow wurde in Wismar als der älteste von sieben Geschwistern in die Familie Plüschow geboren. Sein Vater Friedrich Carl Eduard Plüschow war ein nichtehelicher Sohn des Erbprinzen Friedrich Ludwig zu Mecklenburg, der dem Kind den Namen seines Sommersitzes Schloss Plüschow gab (und nicht, wie oft zu lesen, von Plüschow). Der Flieger Gunther Plüschow ist ein Neffe Wilhelm Plüschows.
Um 1870 zog Wilhelm Plüschow nach Rom, wo er die italienische Form seines Vornamens „Guglielmo“ bevorzugte. Zunächst verdiente er seinen Lebensunterhalt als Weinhändler, doch wandte er sich schon bald der professionellen Aktfotografie zu. Später arbeitete er auch in Neapel. Hier führte er eine Reihe Auftragsarbeiten aus, unter anderem mit Aufnahmen von Nino Cesarini, dem Geliebten von Baron Jacques d’Adelswärd-Fersen auf dessen Anwesen, der Villa Lysis auf Capri.
1902 wurde Plüschow der Verführung Minderjähriger angeklagt und zu acht Monaten Gefängnis verurteilt. Ein weiterer Skandal folgte 1907, und 1910 musste Plüschow Italien verlassen und kehrte nach Deutschland zurück, wo er sich in Berlin niederließ.